# ميخائيل لامبرت
ميخائيل لامبرت (بالإنجليزية: Michael Lambert)‏ (14 أبريل 1974 في الولايات المتحدة - ) هو لاعب كرة طائرة الولايات المتحدة. شارك في الألعاب الأولمبية الصيفية 1996 والألعاب الأولمبية الصيفية 2000.

## وصلات خارجية
- ميخائيل لامبرت على موقع الاتحاد الدولي beach volleyball database (الإنجليزية)
- ميخائيل لامبرت على موقع قاعدة بيانات الكرة الطائرة الشاطئية (الإنجليزية)
- ميخائيل لامبرت على موقع دوري الدرجة الأولى الإيطالي للكرة الطائرة - رجال (الإيطالية)
- ميخائيل لامبرت على موقع أوليمبيديا (الإنجليزية)